# Осолница
Осолница (мкд. Осолница) је насељено место у Северној Македонији, у западном делу државе. Осолница припада општини Центар Жупа.

## Географија
Насеље Осолница је смештено у крајњем западном делу Северне Македоније, близу државне границе са Албанијом (5 km западно). Од најближег већег града, Дебра, насеље је удаљено 22 km јужно.
Рељеф: Осолница се налази у области Жупа, на западним падинама планине Стогово. Источно од насеља се налази главно било планине, док се западно тло спушта у долину Црног Дрима, која је у ово делу преграђена, па је ту образовано вештачко Дебарско језеро. Надморска висина насеља је приближно 700 метара.
Клима у насељу је планинска због знатне надморске висине.

## Становништво
По попису становништва из 2002. године Осолница је била без становника.
Претежно становништво у насељу били су македонски Словени, подељени на православне (1/3) и муслиманске (2/3).